# Rukávečská obora

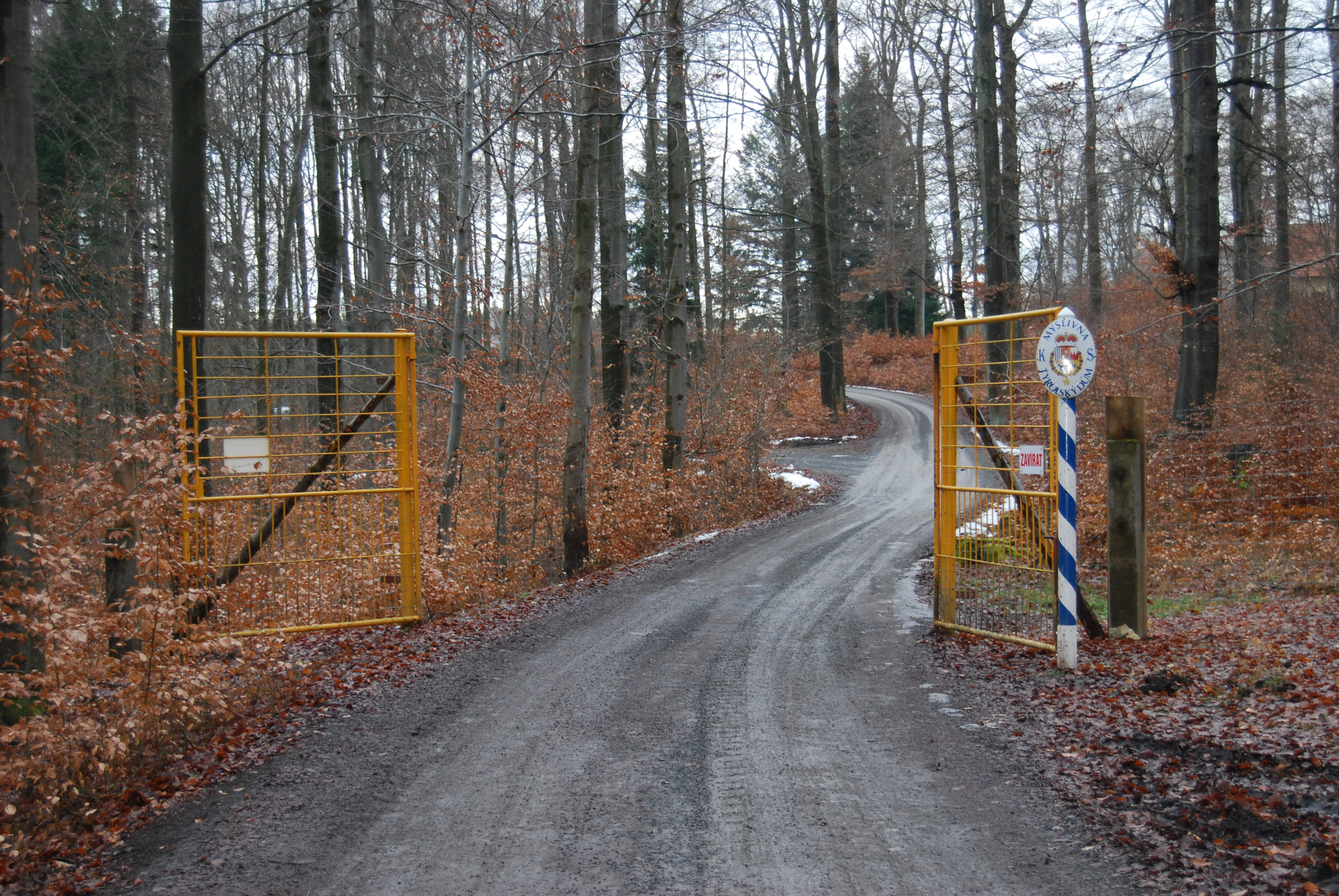
Příjezdová cesta k Tyrolskému domu

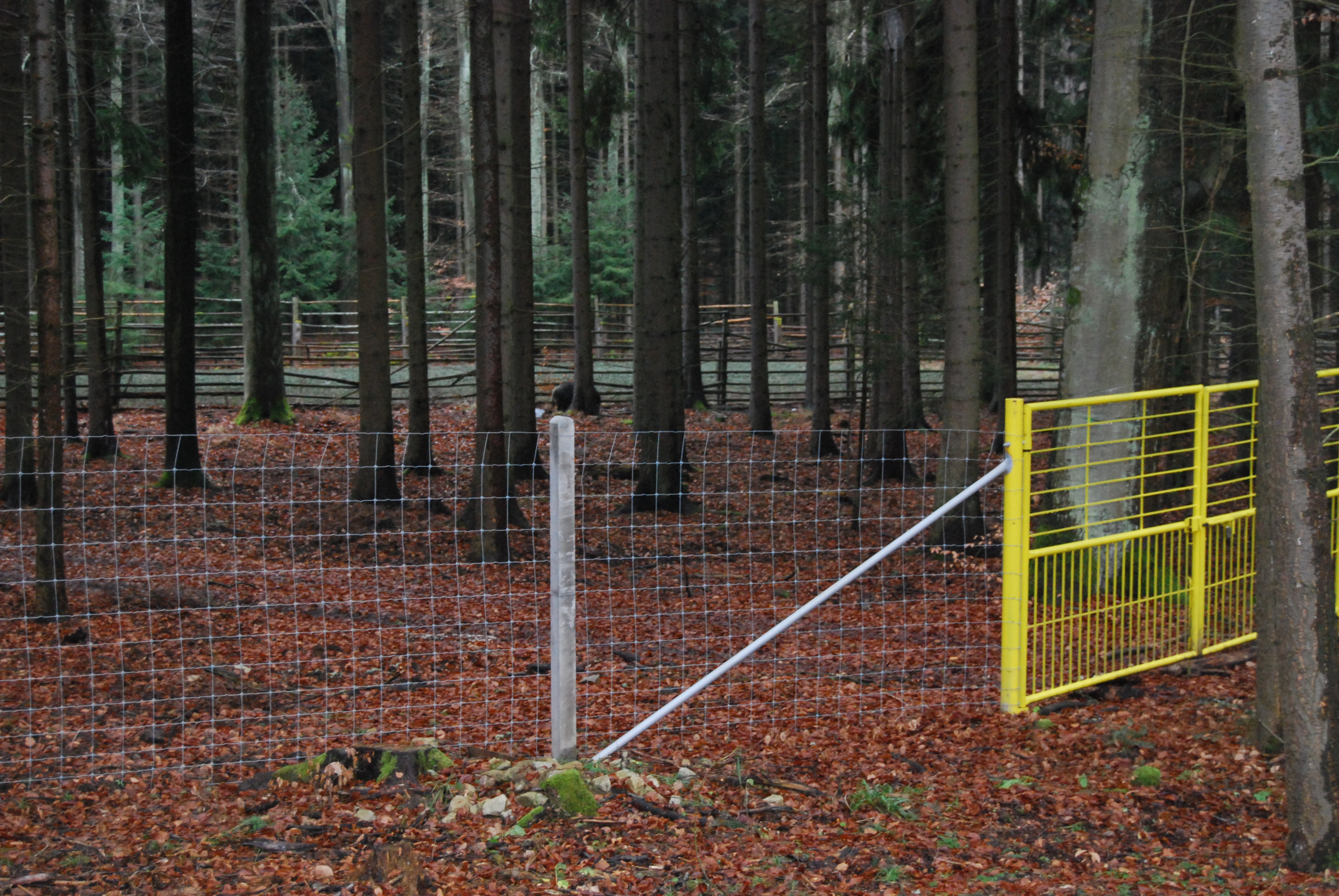
Pohled přes opolocení obory, v pozadí černá zvěř

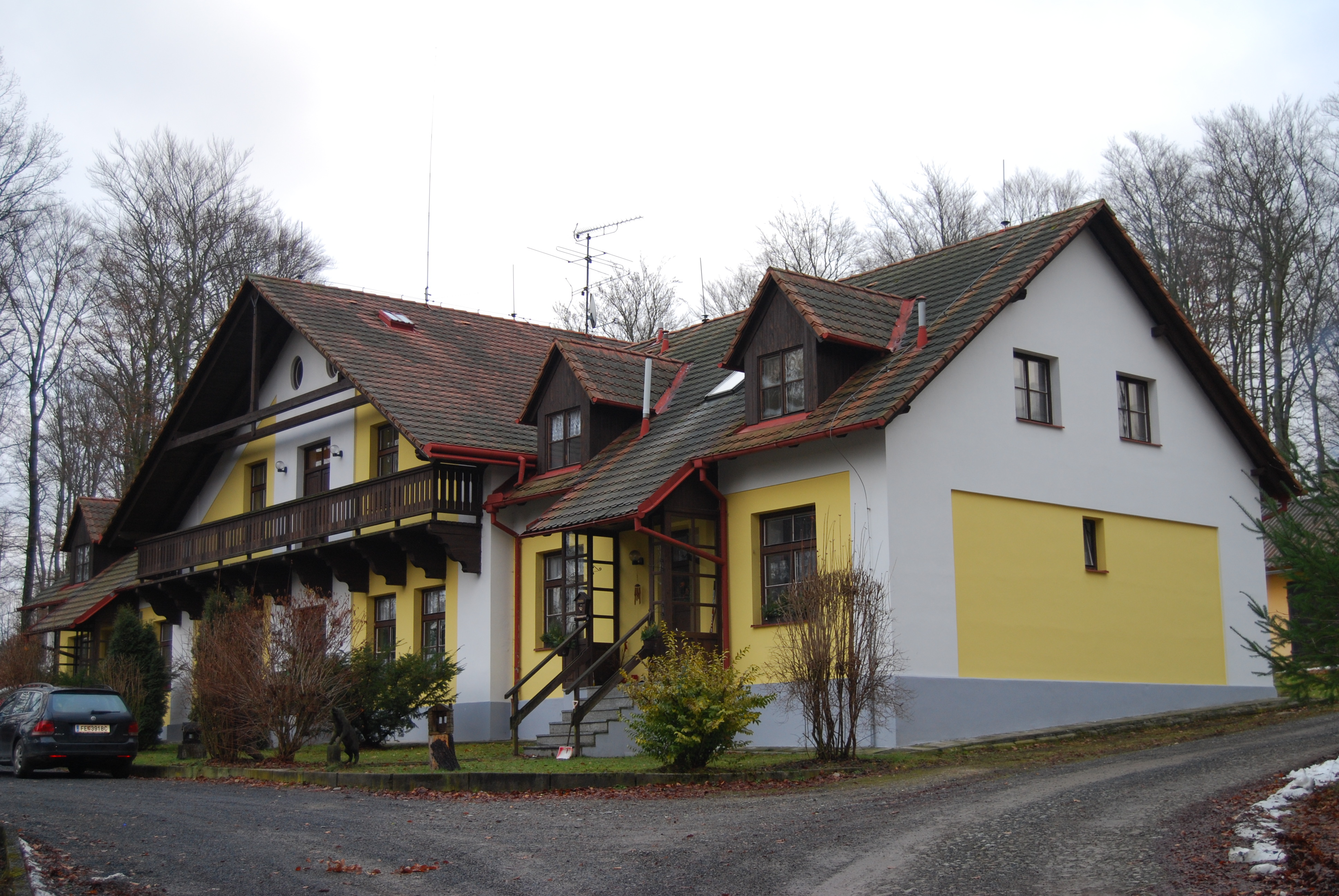
Tyrolský dům

Rukávečská obora, zvaná též Květovská obora či obora Květov, se nachází v nejvyšší, jihovýchodní části někdejšího schwarzenberského orlického panství, v prostoru mezi orlickou vodní nádrží a Milevskem. Aktuální rozloha obory je uváděna 8,48 km² (v roce 2005 byla uváděna rozloha 7,3 km²). U Květova je obora přeťata silnicí III/12121 na dvě části, některé mapy používají pro severní část označení Květovská obora a pro jižní část označení Rukávečská obora (ačkoliv Rukáveč se paradoxně nachází blíže severní části). Centrem severní části obory je Karlův vrch (535 m), jižní část je rozložena od pravého břehu orlické vodní nádrže až k vrchu Obora (570 m), který se nachází ve východní části. Největší podíl obou částí obory patří katastrálně k obci Květov, severovýchodní cíp severní části patří k Rukávči a tím k městu Milevsku, jihozápadní část jižní části patří k obci Jetětice, vše v okrese Písek. V jižní části obory nedaleko dělicí silnice, na vrchu Oranice (538 m), je relativně malá část vyčleněna jako přírodní památka Rukávečská obora. Vlastníkem obory i části přilehlých lesů vně obory je podle katastru Jan Schwarzenberg, a správu vykonává rodinná společnost Orlík nad Vltavou, s.r.o., která na svém webu používá označení Schwarzenberské panství Orlík nad Vltavou. Výrazně dominantním vlastníkem správcovské firmy je Karel Schwarzenberg, jediným jednatelem Johannes von Schwarzenberg.

## Historie
Období vzniku není známo. Z některých pramenů je odhadováno, že vznikla v druhé polovině 17. století za účelem chovu černé zvěře.
V roce 1848 majitel panství Karel II. nařídil uzavřít do obory jelení zvěř z Rukávečského revíru, aby se tak zamezilo škodám páchaným zvěří v okolí. V souvislosti s novým říšským zákonem o myslivosti ze září 1848 a následným císařským patentem č. 154/1849 o zamezení škod spárkatou zvěří na cizích pozemcích vznikly postupně na panství i další obory. V roce 1870 dosáhla výměra oplocených obor na panství 95,28 km², na počátku 20. století byla jejich rozloha opět redukována až na 49,33 km² v roce 1939.
V době socialistického Československa, před restitucí majetku Schwarzenbergům, byla obora stále využívána k intenzívnímu chovu černé a jelení zvěře. Po převzetí bylo zjištěno téměř stoprocentní poškození porostů loupáním, absence přirozeného zmlazení, nevychovávané porosty. Schwarzenberská správa přijala strategické rozhodnutí, že obora vedle intenzivního chovu zvěře musí sloužit i k plnohodnotné produkci dřeva. Jelení zvěř byla z chovu vyloučena vystřílením a od té doby obora slouží pouze k chovu černé zvěře s intenzivním přikrmováním a cílenou péčí po celý rok, což přispělo k bukovému, smrkovému a douglaskovému zmlazení pod starými porosty. Před loveckou sezónou se stav černé zvěře pohybuje kolem 600-800 ks a formou odlovu bývá redukován na polovinu, a to především poplatkovými lovy stálých tradičních loveckých skupin a rodinnými loveckými akcemi majitelů.
Technické a ubytovací zázemí obory tvoří komplex loveckého zámečku zvaný Tyrolský dům, nacházející se v severní části obory poblíž dělicí silnice. Zámeček je zapsán jako kulturní památka, veřejnosti je nepřístupný. Byl zbudován Schwarzenbergy roku 1814. Je to stylové dřevěné alpské stavení v tyrolském slohu s vyřezávanými štíty, arkýři a pavlačí. U Tyrolského domu stojí dřevěná lesní kaple svatého Huberta z roku 1903.

## Přístupnost obory
Za socialistického režimu byla obora vyhrazenou honitbou Ministerstva lesního a vodního hospodářství a vstup byl do ní zakázaný.
Po zpětném převzetí obory Schwarzenbergy byl přístup do obory po přelízkách umožněn a místní lidé byli zvyklí tam chodit na houby nebo na borůvky. Zástupce ředitele pro provoz lesní správy Jan Červenka však v korespondenci s místním obyvatelem Ivanem Pfeiferem v roce 2016 uvedl, že obecně je vstup do oplocených částí lesa lesním zákonem zakázán a zde došlo ke vzájemné dohodě, že bude zachován přístup pouze pro pěší po dosavadních turistických stezkách, přičemž jakékoliv opuštění stezky volně do lesa jakož i přelézání plotu na sběr hub je porušením zákazu a dohod.
2. září 2016 schwarzenberská správa zaslala městskému úřadu Milevsko žádost o vydání veřejné vyhlášky, která by nařídila dočasný zákaz vstupu do Schwarzenberské obory Květov od 1. října 2016 do 31. prosince 2016 a poté vždy od 1. dubna do 31. prosince, a to až do roku 2024, a to s odůvodněním, aby bylo zamezeno nadměrnému rušení březích samic spárkaté zvěře, omezeny rušivé vlivy při kladení mláďat a péči o ně a v podzimním období aby byla zajištěna bezpečnost při individuálním lovu či společných lovech v oboře. Nekontrolovaný pohyb houbařů a cyklistů v oboře označil ředitel Lesní správy Ivan Bambuškar za nežádoucí a uvedl, že jedná s Klubem českých turistů také o vyvedení značené turistické trasy ven z obory. O žádosti však městský úřad nejméně rok poté ještě nerozhodl. Ve sporu o zákaz vstupu do obory Ivan Pfeifer rovněž namítl podjatost Tomáše Kakose a Andrey Rucké, tajemnice městského úřadu Vladimíra Štorková shledala námitku podjatosti jako nedůvodnou, kraj toto rozhodnutí označil za vadné, tajemnice je následně zdůvodnila jinak a Ivan Pfeifer se v červnu 2017 prostřednictvím advokáta Jaromíra Kyzoura proti tomuto rozhodnutí opět odvolal.
Ivan Bambuškar se pochlubil, že turistické trasy z důvodu plánovaného odstranění přelízek společně s turisty lesní správa přeznačila už v zimě (2016/2017?), nové trasy prořezala a prosekala a plánuje vytvořit místa pro posezení s výhledem na řeku, kde budou i informační tabule s historickými fotografiemi řeky, jak vypadala před napuštěním přehrady. Po dohodě s turisty prý lesní správa vyznačila červenou trasu vně obory nad vodou a zelenou připravovala ve směru od Branic okolo plotu obory k železničnímu mostu. Předseda milevského Klubu českých turistů Jan Mácha potvrdil, že červená turistická trasa, která vedla okolo Vltavy z Červené na Hrejkovický potok, byla na žádost společnosti Orlík nad Vltavou přeložena do trasy podél obory a poskytuje i lepší výhledy. Ze strany turistické veřejnosti ale zaznívají hlasy, že je tato nová trasa absolutně neschůdná. Předseda Rady značení KČT Karel Markvart však uvedl, že přeznačená byla jen jedna trasa, která nyní vede za plotem obory, zbylé dvě jsou uvnitř a ty chce KČT zachovat.
V roce 2013 Schwarzenbergové rozšířili oplocenou oboru směrem k Milevsku o část, která je přirozeným bukovým lesem, údajně do rozlohy z roku 1954. Přes tuto část procházely značené trasy v celkové délce sedmi kilometrů, červená z Rukávče do Jetětic a zelená z Branic na Hrejkovický potok. Stavební úřad vlastníkům rozšíření obory povolil mimo jiné s podmínkou, aby zachovali stezku pro turisty. Přechod přes plot byl možný po schůdkových přelízkách. Lesní správa se pokokušela tyto trasy zrušit, ale díky ústředí Klubu českých turistů se to nepodařilo a trasy zůstaly zachovány. V červenci 2017 ale správce přelízky odstranil, rozcestníky odstranil a turistické značky zamaloval. Demontované tabule naučné stezky a rozcestníky položili za plot vně obory, kde je následně značkař KČT našel. Klub českých turistů situaci zdokumentoval a obrátil se na městský úřad v Milevsku, aby věc řešil jako přestupek, přičemž škodu KČT vyčislil na 12 500 Kč, na kolik odhadl obnovu značení. Městský úřad Milevsko 17. října 2017 vydal rozhodnutí, ve kterém konstatoval, že stavebník porušil podmínky územního rozhodnutí, a uložil lesní správě, aby přelízky vrátila zpátky. Lesní správa se odvolala ke krajskému úřadu, který rozhodnutí zrušil a věc vrátil k novému řízení. Zdůvodnění krajský úřad i městský úřad odmítly zveřejnit. Později Jaroslava Novotná z milevského odboru regionálního rozvoje uváděla, že milevský městský úřad podpořil KČT, jenže Jihočeský kraj po odvolání toto rozhodnutí zrušil, potvrdil uzavření obory a toto rozhodnutí je tak ještě v roce 2019 platné. Lesní správa podle Bambuškara jako kompenzaci nabídl vybudování naučné stezky kolem Orlické přehrady a vybudování lávky přes Hrejkovický potok, jenže zástupci KČT prý bylo přeznačení jeho nadřízenými zakázáno.
V červnu 2017 obce v okolí obory obdržely žádost projektanta Martina Kreuzera, aby se vyjádřily k projektové dokumentaci k další žádosti majitele o rozšíření květovské obory na hranici z roku 1953 a zrušení přelízek do obory. Rozhodovat měl tentokrát odbor regionálního rozvoje milevského městského úřadu, tedy nikoliv odbor životního prostředí, kde se namítá podjatost úředníků.
V červenci 2017 se schwarzenberská správa rozhodla oboru veřejnosti uzavřít a přelízky odstranit. V červenci 2017 se na oplocení obory objevily cedule, které do ní zakazují vstup. Zpočátku bylo na cedulích uvedeno, že důvodem zákazu vstupu je nebezpečí rozšíření afrického moru prasat s odvoláním na Státní veterinární správu. Petr Majer z oddělení komunikace Státní veterinární správy uvedl, že žádné z nařízení ústavu neukládá podobnou povinnost a že úřad správce obory upozornil a vyzval ho, aby zákaz odstranil, a správce obory přislíbil odstranění nepravdivé informace. Ředitel krajské veterinární správy František Kouba později umírněněji uvedl, že takové nařízení ani doporučení žádné konkrétní oboře na jihočeském území správa nevydala, ale že správce obory mohl vycházet ze všeobecného doporučení Státní veterinární správy pro celou Českou republiku, přičemž majitel má právo, aby si zabezpečil chov proti riziku nákazy. Ředitel označil za neobvyklé že dosud veřejnost do obory přístup měla. Ředitel lesní správy Ivan Bambuškar na dotazy MF DNES, proč panství nepravdivé nápisy na plot obory vyvěsilo a proč zmiňovalo jako důvod africký mor, neodpověděl, cedule však byly odstraněny, zákaz vstupu zůstal.
Milevský městský úřad svolal začátkem srpna 2017 do Jetětic zástupce veterinární správy, Klubu českých turistů, zástupce lesní správy Ivana Bambuškara a zástupce rybářského svazu.
Ředitel schwarzenberské správcovské společnosti Ivan Bambuškar rozhodnutí zrušit přelízky novinářům zdůvodnil tím, že i když byl vstup povolen pouze pěším, ale začalo tudy jezdit stále více cyklistů, kteří si kola po přelízkách přenesli. Lidé tu podle něj rušili zvěř v době, kdy mívá mláďata, i v období říje, kvůli čemuž se vyplašená zvěř nezdržovala na krmelištích a místo toho působila škody okusováním mladých porostů. Navíc tu podle Bambuškara hrozilo lidem nebezpečí v době lovu. Výskyt afrického moru prasat podle Bambuškara rozhodnutí odstranit přelízky pouze urychlilo.
To, že v roce 2013, kdy se rozšiřovala obora na rozlohu z roku 1954, lesní správa slíbila umožnění přístupu do obory pro pěší, byla podle Bambuškara jen dobrá vůle pana Schwarzenberga. Přelízky se lesní správa rozhodla odstranit i na základě ustanovení zákona o lesích, podle kterého je vstup do oplocených míst zakázaný a povolit jej může jen vlastník. O souhlas s odstraněním přelízek žádali na Státní správě lesů a myslivosti v Milevsku, nakonec však přelízky odstranili i přesto, že žádné rozhodnutí nedostali. Rada města Milevska k žádosti vyjádřila negativní stanovisko, rozhodnutí však přísluší Státní správě lesů a myslivosti. Ivan Bambuškar později rozhodnutí uzavřít oboru zdůvodňoval také tím, že turisté odnášeli z obory mimo jiné cenné paroží daňků.
Ivan Pfeifer v červnu 2017 zastával názor, že vstup do schwarzenberské obory Květov zakázaný není a není právní důvod k tomu, aby hajní lidi z obory vyháněli. Podle Ivana Pfeifera to věděla i policie, která v případě přivolání proti návštěvníkům obory nijak nezasáhla. Redakce webu Jižní Čechy Teď se obrátila na ministerstvo zemědělství s dotazem k případnému rozporu mezi lesním zákonem a deklarovaným stanoviskem ministerstva o přístupnosti lesa v oborách. Ministerstvo vysvětlilo, že o obory je možno v souladu s lesním zákonem vstupovat na vlastní nebezpečí a sbírat tam pro vlastní potřebu lesní plody včetně hub, tak jako v případě jiných lesních pozemků a že vstup do obory nebo její části může omezit nebo zakázat obecní úřad obce s rozšířenou působností na návrh jejího uživatele podle zákona o myslivosti, zejména v době kdy se rodí mláďata, hnízdí ptáci nebo probíhá lov. V případě větrné kalamity nebo jiných extrémních situací (např. požárního nebezpečí) pak může obecní úřad obce s rozšířenou působností zakázat vstup do lesa podle lesního zákona.
Do července 2019 se situace neposunula. Právní zástupce Klubu českých turistů nedoporučil podávat žalobu s tím, že by nejspíše neuspěli. Doporučil obrátit se na ČIŽP a lesní stráž. KČT tedy podal podnět též k České inspekci životního prostředí, ale ta odpověděla, že pokud se nejedná o poškození přírody, nemůže v tu chvíli nic dělat. Lesní stráž je podle KČT jmenovaná místními lesníky, od kterých by se KČT zastání také nedočkala. Jako další možnost Karel Markvart z rady značení KČT uvedl přesvědčit majitele panství Karla Schwarzenberga, aby oboru opět zpřístupnil (dle katastru je však vlastníkem pouze jeho syn Jan). Také Zbyněk Petráček ve svém komentáři v Lidových novinách v březnu 2018 psal, že lze jen spekulovat, že kdyby rozhodoval Karel Schwarzenberg, cestu by nechal průchozí – už proto, že zná své pappenheimské a ví, co je rozčílí – nebo že jeho syn Jan dopustil uzavření cesty i proto, že sám vyrůstal v zemích, kde je taková praxe běžná, jenže v Česku naráží na zadání stavebního úřadu, lesní zákon i zdejší zvyklosti.
23. června 2019 se rekapitulaci případu věnoval pořad České televize Nedej se. Karel Schwarzenberg rozhovor televizi nejprve přislíbil, ale těsně před natáčením jej odmítl a poté se písemně vyjádřil, že sice je vlastníkem podílu 99,81 % ve správcovské společnosti, ale pokud není zároveň jednatelem, tak nemá na faktické vedení společnosti žádný přímý vliv a není zodpovědný za jakékoliv jednání společnosti Orlík nad Vltavou s.r.o. Další žádosti o vyjádření Karla Schwarzenberga byly odmítnuty a ČT byla odkázána na správce obory Ivana Bambuškara. Ten nejprve souhlasil, že bude moci vyvrátit dezinformace, ale těsně před natáčením rozhovor náhle zrušil a později zaslal písemné vyjádření bez možnosti pokládat doplňující otázky.
Květovská starostka Eva Tomková se k situaci nechtěla vyjadřovat s tím, že veškeré věci spojené s případem řeší právní zástupce obce. Podle Karla Markvarta z rady značení KČT se obec snaží situaci změnit podobně jako KČT, jenže zatím s podobným výsledkem.

## Chráněné území
V jižní části obory, v oblasti kopce Oranice, byla v roce 1929 vyhlášena státní přírodní rezervace Rukávečská obora k ochraně přirozeného porostu acidofilních bučin o rozloze 3,0404 ha v lokalitě, kterou místní lesníci nazývali „prales“. Vyhláškou Ministerstva životního prostředí č. 395/1992 Sb., kterou se zaváděla nová označování chráněných území, avšak v níž není tato přírodní památka vůbec zmíněna, byl tento typ rezervací překategorizován na přírodní památky.
V roce 1998 byl oplocen celý dílec 272C dle prostorového rozdělení lesa, aby byla zajištěna přirozená reprodukce přírodě blízkého bukového porostu. Tento dílec zahrnuje celé území přírodní památky. Celé takto oplocené území má rozlohu 6,8349 ha, kterou vlastník uvádí v plánu péče o přírodní památku jako rozlohu přírodní památky. Dlouhodobě je navrhováno a připravováno rozšíření přírodní památky do rozlohy, kterou od roku 1998 vymezuje oplocení, dle digitálního registru však ještě v květnu 2020 měla přírodní památku původní rozlohu kolem 3 ha.
Přírodní památka je spravována odborem životního prostředí Krajského úřadu Jihočeského kraje.